# النار الصامتة
النار الصامتة (بالإنجليزية: Silent Fire) هي نوع من الحرائق تحت الأرض التي تشتعل ببطء في طبقات الفحم أو المواد العضوية المدفونة دون لهب ظاهر أو دخان كثيف، وغالبًا ما تبقى غير مكتشفة لسنوات. وتُعد من أخطر الظواهر البيئية الخفية، إذ يصعب إخمادها أو تتبعها، وقد تستمر لعقود أو حتى قرون.

## آلية الاشتعال
تنشأ النار الصامتة غالبًا نتيجة تسرب الأوكسجين إلى طبقات الفحم المدفون، مما يؤدي إلى اشتعال بطيء بفعل التأكسد الذاتي (spontaneous combustion)، خاصة في المناجم المهجورة أو المناطق ذات التهوية الطبيعية. وقد تبدأ نتيجة شرارة صناعية، أو بفعل البرق، أو حتى بسبب ارتفاع درجات الحرارة الأرضية.

## السمات المميزة
- لا تصدر لهبًا مرئيًا في معظم الحالات.
- قد تُصدر حرارة، روائح كبريتية، أو بخار ماء.
- تسبب تشققات أرضية وانبعاثات غازية، خاصة ثاني أكسيد الكربون وأول أكسيد الكربون.

## أشهر المواقع المتأثرة
- سنتراليا (بنسلفانيا، الولايات المتحدة): اشتعلت النار تحت المدينة منذ عام 1962، ولا تزال مشتعلة حتى اليوم.[3]
- جهاريا (الهند): تضم واحدة من أكبر حرائق الفحم تحت الأرض في العالم، وتسببت في نزوح آلاف السكان.
- منطقة كوزباس (روسيا): حرائق مناجم قديمة ما تزال نشطة وتنبعث منها غازات سامة.

## الأثر البيئي والإنساني
- انبعاث غازات ملوثة تؤثر في الصحة العامة.
- تدمير التربة وهبوط الأرض بشكل مفاجئ.
- فقدان الموارد الطبيعية (الفحم والمواد العضوية).
- تكلفة مالية عالية لعمليات الإخماد والمعالجة.[4]

## أساليب المكافحة
- العزل بالخرسانة أو الطين الصناعي.
- التبريد بالنيتروجين أو الماء.
- الحرمان من الأوكسجين عبر الردم العميق.

إلا أن هذه الطرق تكون مكلفة وغير فعالة دائمًا، خصوصًا في الحرائق العميقة أو واسعة النطاق.